# Eurema desjardinsii
Espèce
Eurema  desjardinsii est un insecte lépidoptère de la famille des Pieridae, de la sous-famille des Coliadinae et du genre Eurema présent en Afrique.

## Dénomination
Eurema desjardinsii a été décrit par Jean-Baptiste Alphonse Dechauffour de Boisduval en 1833 sous le nom de Xanthidia desjardinsi..
Synonyme : Teria aliena Butler, 1880; Terias marshalli Butler, 1897..

### Noms vernaculaires
Ce papillon se nomme en anglais Angled Grass Yellow .

### Sous-espèces
- Eurema desjardinsi desjardinsi présent à Madagascar.
- Eurema desjardinsi marshalli (Butler, 1898) présent au Kenya[1].

## Description
C'est un  papillon d'une envergure variant de 35 mm à 38 mm pour les mâles et 37 mm à 40 mm pour les femelles. Il est de couleur jaune avec sur la face antérieure une bordure marron plus large aux antérieures vers l'apex.

## Biologie
Eurema desjardinsi vole toute l'année en plusieurs générations.

### Plantes hôtes
Ses plantes hôtes sont Cassia mimosoides et Hypericum aethiopicum.

## Écologie et distribution
Il est présent dans toute l'Afrique, à Madagascar, dans l'Archipel des Comores, à l'Île Maurice et à La Réunion,.

### Protection
Pas de statut de protection particulier.